# Martin Drewes
Martin Drewes (Salzgitter, 20 de outubro de 1918 — Blumenau, 13 de outubro de 2013) foi um aviador e piloto da Luftwaffe durante a Segunda Guerra Mundial. A ele são creditadas 52 vitórias aéreas, das quais 43 à noite, principalmente contra bombardeiros quadrimotores britânicos.

## Biografia
Especializado em combate aéreo noturno, pilotou versões do Messerschmitt Bf 110 (Zerstörer ou caçador de bombardeiros noturnos). Conquistou 52 vitórias em combates aéreos, a maioria contra Handley Page Halifax e Avro Lancaster.
Martin Drewes viveu no Brasil desde 1955 e em Blumenau desde 1993. Abateu 52 aviões inimigos durante a Segunda Guerra Mundial, quando participou de 235 missões de combate noturnas. Walter Scheel, um dos artilheiros que o acompanhavam nas batalhas aéreas, foi eleito presidente da Alemanha Ocidental em 1974. Em uma visita oficial ao Brasil, fez questão de levar Martin Drewes em diversos eventos. Guardava na parede de casa, em Blumenau (SC), um telegrama recebido de Adolf Hitler, em abril de 1945, que lhe concedia uma das maiores condecorações militares alemãs. Com a derrota do III Reich, foi capturado. Mudou-se para o Brasil e participou da construção de Brasília, pilotando um avião que fazia aerofotogrametria da região por onde passariam estradas que hoje levam à Capital Federal.
A sua experiência na Segunda Guerra Mundial é mostrada no documentário O Caçador da Noite.
Em 1949, Drewes emigrou para o Brasil, onde construiu uma carreira como um empresário e se casou com Dona Dulce Hurpia Drewes. O longo casamento terminou somente em 2010 com a morte de sua esposa. Martin Drewes morreu em 13 de outubro de 2013, em Blumenau, sul do Brasil, de causas naturais.

## Sumário da carreira

### Lista de aeronaves abatidas
235 missões
- 1 Gloster Gladiator
- 1 Supermarine Spitfire
- 1 Short Stirling
- 1 Consolidated B-24 Liberator
- 6 Boeing B-17 Flying Fortress
- 9 Handley Page Halifax
- 33 Avro Lancaster

### Condecorações
- Cruz de Ferro (1939)
  - 2ª classe (26 de maio de 1941)[8]
  - 1ª classe (9 de abril de 1943)[8]
- Distintivo de Voo do Fronte da Luftwaffe para Caças Noturnos
  - em Prata (2 de julho de 1941)
  - em Ouro com Flâmula "200" (18 de janeiro de 1945)
- Cruz Germânica em Ouro (24 de fevereiro de 1944)[9]
- Troféu de Honra da Luftwaffe (31 de março de 1944)
- Cruz de Cavaleiro da Cruz de Ferro (27 de julho de 1944)[10][11]
  - 839ª Folhas de Carvalho (17 de abril de 1945)[11][12]

### Promoções
- 1 de agosto de 1939 – Leutnant (segundo-tenente)[13]
- 1 de novembro de 1941 – Oberleutnant (primeiro-tenente)[14]
- 20 de abril de 1944 – Hauptmann (capitão)[15]
- 1 de dezembro de 1944 – Major (major)[16]